# 天德 (林恭)
天德（1853年四月—七月）为中国清朝时期台灣天地會反清领袖林恭的年号，共使用4個月。

## 公元纪年对照表
| 天德 | 元年   |
| ---- | ------ |
| 公元 | 1853年 |
| 干支 | 癸丑   |

## 同期存在的其他政权年号
- 中國
  - 咸丰（1851年－1861年）：清朝—清文宗奕詝之年号
  - 太平天国（1851年－1864年）：太平天国—洪秀全、洪天贵福之年号
  - 天德（1853年）：清朝时期—黃德美之年号
  - 天运（1853年）：清朝时期—刘丽川之年号
  - 天德（1853年）：清朝時期—林萬青之年號
- 越南
  - 嗣德（1848年－1883年）：阮朝—阮翼宗阮福时之年号
- 日本
  - 嘉永（1848年－1854年）：孝明天皇之年號

## 參看
- 中國年號索引
- 其他时期使用的天德年号